# Брамолл, Эдвин
Эдвин Ноэл Уэстби Брамолл, барон Брамолл (англ. Edwin Noel Westby Bramall, Baron Bramall; 18 декабря 1923 — 12 ноября 2019) — британский военачальник, фельдмаршал (1982), барон.

## Биография
Окончил Итонский колледж в 1942 году.

### Вторая мировая война
В 1942 году добровольцем был зачислен в британские вооружённые силы. Первое время служил в различных учебных и тыловых подразделениях, в мае 1943 года зачислен в Королевский стрелковый корпус короля ( King’s Royal Rifle Corps) и в его составе в 1944—1945 годах сражался на Втором фронте, участвовал в Нормандской десантной операции, освобождении Франции и кампании в Западной Германии. За проявленную храбрость награждён орденом.

### Служба на офицерских должностях
После окончания войны с 1945 года служил в британских оккупационных войсках в Японии. С 1947 года преподавал в пехотной школе. С 1953 года служил на Ближнем Востоке, затем преподавал в Армайском штабном колледже, занимал ряд штабных должностей. В 1965 году назначен командиром полка и направлен в состав британских войск на остров Борнео. В последующие два года принимал участие в боевых действиях между Малайей и Индонезией, известных как Индонезийско-малайзийская конфронтация. В этих боях британские войска принимали участие на стороне Федерации Малайя.

### Служба на генеральских должностях
С 1967 года — командир 5-й аэромобильной пехотной бригады, бригадир. Затем занимал посты командира 1-й пехотной дивизии и командующего британскими войсками в Гонконге. В 1973 году произведен в генерал-лейтенанты. С 1976 года — Главнокомандующий Сухопутными войсками Великобритании, генерал. С 1979 года — первый заместитель начальника Штаба Вооружённых Сил (Штаба Обороны) Великобритании. С 1979 года — начальник Генерального Штаба Великобритании. На этом посту сыграл одну из наиболее важных ролей в планировании боевых действий в период Фолклендской войны, равно как и в подготовке общественного мнения в пользу начала боевых действий. Вскоре после победного завершения войны в 1982 году назначен начальником Штаба Вооружённых Сил (Штаба Обороны) Великобритании. Одновременно с назначением на этот высший военный пост произведен в фельдмаршалы 1 августа 1982 года. Последний британский фельдмаршал, участвовавший во Второй мировой войне. В ноябре 1985 года уволен в отставку.

### После военной службы
В 1987 году ему был пожалован титул барона Брамолл и он был введён в Палату лордов британского парламента. Также с 1986 по 1998 годы занимал очень почётный пост лорда-лейтенанта Большого Лондона и в разное время — другие почётные должности.
Один из наиболее активных членов Палаты лордов, где имел большой авторитет. Автор многих публикаций по военным вопросам в британской прессе. В 2003 году выступал против участия английских войск в вторжении в Ирак. Весьма «прославился» в 2006 году, когда в 82-летнем возрасте при обсуждении в Палате лордов израильского вторжения в Ливан затеял драку с 78-летним лордом Джаннером, представителем произральского лобби. Фельдмаршал нанес последнему удар, сопровождая его «эмоциональными антиизраильскими высказываниями». В тот же день он принес извинения пострадавшему и на этом конфликт был исчерпан.

## Воинские звания
| лейтенант           | 18 июня 1945    |
| капитан             | 18 декабря 1950 |
| майор               | 18 декабря 1957 |
| лейтенант-полковник | 25 января 1965  |
| бригадир            | 31 декабря 1967 |
| генерал-майор       | 6 апреля 1972   |
| генерал-лейтенант   | 1 декабря 1973  |
| генерал             | 25 июня 1976    |
| фельдмаршал         | 1 августа 1982  |

## Награды
- Рыцарь ордена Подвязки (KG, 1990)
- Рыцарь ордена Святого Иоанна Иерусалимского (1986)
- Рыцарь Большого креста ордена Бани (GCB, 1979)
- Командор ордена Бани (KCB, 1974)
- Офицер ордена Британской империи (ОВЕ, 1965)
- Военный крест (МС, 1.05.1945)
- малайзийская медаль